# Cyornis nicobaricus
Cyornis nicobaricus là một loài chim trong họ Muscicapidae.